# PFC CSKA Moscú
El CSKA Moscú (en ruso, ЦСКА; abreviatura de: Центральный Спортивный Клуб Aрмии, Tsentral'nyy Sportivnyy Klub Armii, Club Central de Deportes del Ejército) es un club de fútbol ruso de la capital, Moscú. El club fue fundado en el año 1911, durante los últimos años del Imperio ruso, y forma parte de la entidad polideportiva denominada CSKA Moscú. Actualmente juega en la Liga Premier de Rusia, la primera división de fútbol del país anteriormente mencionado.
El club fue fundado como una sociedad de aficionados de esquí, pero fue transferido en 1923 al Ejército Rojo con la reorganización del deporte soviético. Esto le confirió un gran poder, ya que para reforzar el equipo podía fichar a los jugadores más fuertes mediante una política recluta o de llamamiento a filas. El CSKA fue uno de los equipos más potentes del fútbol soviético al ganar siete campeonatos de liga —entre ellos la última edición de 1991— y cinco copas soviéticas. Tras la disolución de la Unión Soviética y la independencia de Rusia ganó seis ligas, siete copas y una Copa de la UEFA en 2005, que dicho sea de paso, es el mayor éxito de su historia.
El uniforme tradicional del CSKA es camiseta roja, pantalón, y medias azules, aunque ha variado en algunas ocasiones, sin embargo, el escudo deportivo también ha sido modificado constantemente a lo largo de la historia del club, pero siempre ha tenido la estrella roja como elemento común en todos ellos. El equipo es conocido popularmente por el apodo de Koni (caballos), y una de las teorías se debe a que su primer estadio de fútbol fue construido sobre un viejo hipódromo. El CSKA actualmente se encuentra construyendo su propio estadio, que se erige en el sitio de su antiguo Estadio Grigory Fedotov, que era propiedad del Ministerio de Defensa de Rusia. Tras la disolución de la Unión Soviética, el club deportivo se convirtió en una empresa privada, pero el Ministerio de Defensa de Rusia se mantuvo como parte accionista hasta el año 2012. Entonces el Ministerio vendió todas sus acciones (24,94%) al conglomerado Bluecastle Enterprises (vinculado a la familia Giner) que posee desde allí el club en su totalidad.

## Denominaciones
- 1911–1922: Obshestvo Lyubiteley Lyzhnogo Sporta (OLLS) (Sociedad Amateur de Deportes de Esquí)
- 1923–1927: Opytno-pokazatel'naya ploshchadka Vsevobucha (OPPV) (Plataforma de Demostración Experimental Vsevobucha)
- 1928–1950: Sportivnuy Klub Tsentral'nogo Doma Krasnoy Armii (CDKA) (Club de Deportes de la Casa Central del Ejército Rojo)
- 1951–1956: Sportivnuy Klub Tsentral'nogo Doma Sovetskoy Armii (CDSA) (Club de Deportes de la Casa Central del Ejército Soviético)
- 1957–1959: Tsentral'nuy Sportivnuy Klub Ministerstva Oboronu (CSK MO) (Club Central de Deportes del Ministerio de Defensa)
- 1960–: Tsentral'nuy Sportivnuy Klub Armii (CSKA) (Club Central de Deportes del Ejército)

## Historia

### Fundación del club y primeros años (1911–1935)
La historia del club de fútbol CSKA comenzó en 1911, cuando se organizó la Sociedad de Amantes de Esquí (Obshchestvo Lyubiteley Lyzhnogo Sporta, OLLS). Sobre la base de su sección de fútbol se formaron tres equipos en ese mismo año, que participaron en el campeonato de Moscú de la Clase B. El 14 de agostojul./ 27 de agosto de 1911greg. se jugó el primer partido oficial entre el OLLS y el Vega. El partido terminó con la victoria de los jugadores del OLLS con un resultado de 6–2. En 1917, el equipo ganó el primer lugar en la liga moscovita de Kazansky (equipos del campeonato que se encuentran en las zonas suburbanas a lo largo del Ferrocarril de Kazán) y ascendió a la clase A del campeonato en Moscú, donde se mantuvo hasta 1922.
En 1921 en el campeonato de otoño en Moscú el campeón se determinó en un "partido de oro" entre el OLLS y KFS, en el que el último ganó por 6–0. En la temporada 1922, el OLLS se proclamó vencedor del campeonato de primavera en Moscú y obtuvo el segundo lugar en otoño. En ese mismo año el OLLS ganó la Copa Kolomyagiy la Copa de las Capitales, que reunió a los campeones de Moscú y Petrogrado, ante el ZKS. Este trofeo siempre fue conquistado por equipos petrogradeses, pero los moscovitas pusieron fin a la hegemonía con un solitario gol de Sergey Chesnokov. Esta fue la última temporada en la que el equipo jugó bajo el nombre de OLLS.

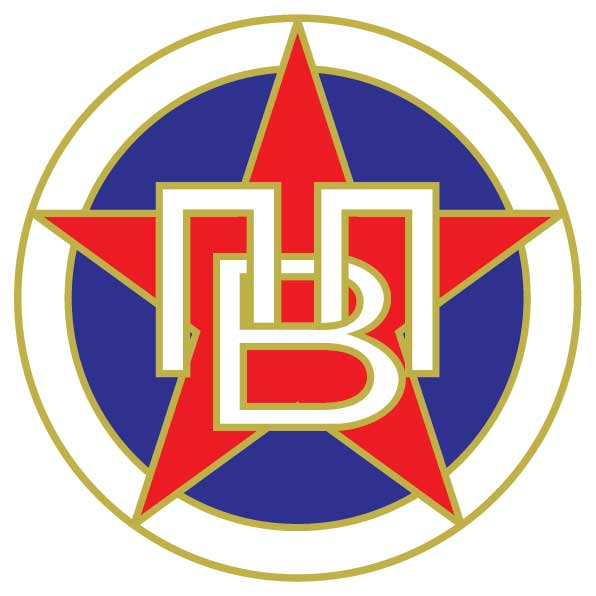
Escudo del club como OPPV (1923–1928).

Con la llegada del poder soviético, el deporte experimentó un importante cambio en 1923. Todos los antiguos clubes deportivos, considerados burgueses, fueron cerradas o desmanteladas, y sobre la base de ellos se establecieron equipos departamentales. Todos los miembros del viejo orden debían acreditarse a los departamentos pertinentes y las propiedades (incluyendo estadios y campos de deportes) se nacionalizaron y transfirieron a instituciones gubernamentales. Los atletas del OLLS se unieron a la Plataforma de Pilotos de Demostración Vsevobuch (Opytno-pokazatel'naya ploshchadka Vsevobucha, OPPV) de reciente creación, bajo el ala del Ejército Rojo. Entre los principales objetivos del OPPV estaba trabajar en la formación general y militar y la rehabilitación física de los soldados del Ejército Rojo.
También se disolvió el campeonato de liga de Moscú. En su lugar, se estableció un campeonato junto a otros ocho equipos pertenecientes a instituciones soviéticas, que los periódicos de la época llamaron "la nueva liga con la sociedad Dinamo". En la temporada 1926, el equipo moscovita ganó el campeonato de la clase A (que se convirtió en una nueva liga). El campeonato se expandió a 14 equipos y debido al clima en noviembre no se disputaron todos los partidos del calendario, pero el ganador fue el OPPV.

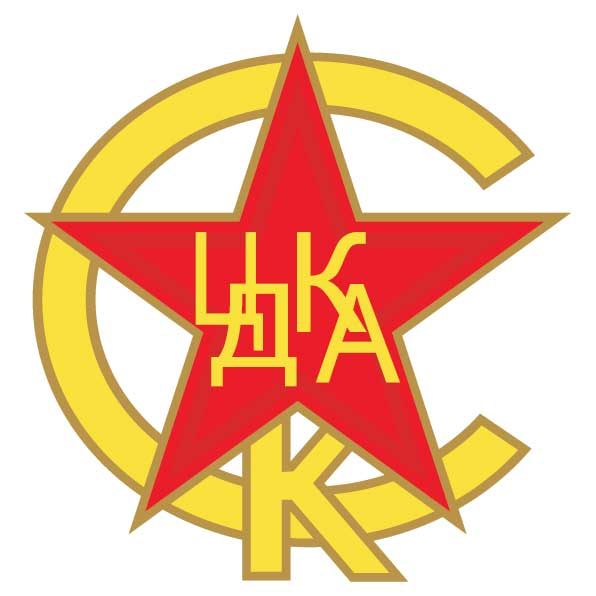
Escudo del CDKA Moskva (1928–1951).

El 23 de febrero de 1928, en el décimo aniversario del Ejército Rojo, fue inaugurado en Moscú la Casa Central del Ejército Rojo. Ese mismo año, todos los integrantes del club de deportes del OPPV fueron trasladados allí y pasó a denominarse Club de Deportes de la Casa Central del Ejército Rojo, más conocido como CDKA (Sportivnyy klub Tsentral'nogo doma Krasnoy armii). En ese año el campeonato contó con seis equipos de la capital: Trokhgorka, Dinamo, CDKA, Pishcheviki, RKimA y el KOR. El CDKA fue considerado como uno de los favoritos, pero en el tramo final cayó a las últimas plazas. Sin embargo, el CDKA tuvo éxito en las visitas de larga distancia. Venció en Bakú al mejor equipo de Azerbaiyán, el Progress, por 5–1, y a los equipo de Kiev (3–2 y 4–1).
En el otoño de 1935 el CDKA ganó el campeonato en Moscú. Aunque es cierto que el Dinamo y el Spartak contaron con muchas bajas, ya que sus mejores jugadores estuvieron a disposición de la selección nacional de la Unión Soviética.

### Creación de la liga soviética y Segunda Guerra Mundial (1936–1944)
En 1936 se celebró la primera edición de la Primera División de la Unión Soviética. El CDKA participó en la llamada clase A junto a sus rivales moscovitas del Dinamo, Spartak y Lokomotiv, los equipos leningradeses del Dinamo y el Krasnaya Zarya y el Dynamo Kiev. El primer partido del campeonato del CDKA fue ante el Krasnaya Zarya, con un marcador favorable de 6–2, esta victoria fue la primera victoria importante en la historia de los campeonatos de la URSS. El 29 de mayo de 1936 el CDKA ganó con un resultado de 3–0 en el derbi ante uno de sus grandes rivales, el Spartak. Sin embargo, los resultados de los armeytsy no fueron igual de positivos y terminaron el Campeonato de Primavera en cuarto lugar.
Se inició el campeonato de otoño de 1936, el cual fue nefasto para el club, ya que acabó en último (octavo) lugar y tendría que descender a la clase B, la segunda división. Sin embargo intervinieron los funcionarios militares de alto rango y aunque el CDKA comenzó el campeonato en la división de plata del fútbol soviético, la clase A fue ampliada y el equipo del ejército terminó el campeonato en la primera división. La temporada 1937 discurrió por el mismo camino negativo para el CDKA, que volvió a finalizar la tabla clasificatoria en última posición (noveno esta vez). Nuevamente se hizo una reforma en el campeonato, que ahora se amplió a 26 equipos, y el CDKA conservó su plaza.
Para reforzar la plantilla de jugadores se utilizó por primera vez la política recluta, en la que se fichaba a los jugadores más destacados de otros equipos mediante el llamamiento a filas y con ficha en el equipo. Uno de los primeros futbolistas "reclutados" fue el habilidoso extremo derecho del Metallurg Moscú, Grigory Fedotov, que acabaría convirtiéndose en una leyenda del club militar. En la primera temporada de Fedotov con el CDKA, el club obtuvo el segundo lugar en el campeonato, conquistado finalmente por el Spartak. En el resto de campeonatos anteriores a la guerra, el CDKA terminó en los lugares tercero y cuarto, y en la composición de la delantera llegaron Valentin Nikolayev y Alexei Grinin.
El 22 de junio de 1941 el CDKA tuvo que jugar un partido en Kiev contra el Dynamo, pero el partido no se pudo celebrar, ya que en la madrugada fue bombardeada la ciudad de Moscú por las fuerzas del Eje. Durante la guerra, muchos jugadores del CDKA fueron enviados al frente, pero la dirección deportiva trató de salvar a los mayores talentos del fútbol del país y el equipo continuó entrenando, aunque durante el bombardeo de Moscú los miembros del club tuvieron que proteger los edificios administrativos y el Estado Mayor. En marzo de 1942, los jugadores del CDKA que tenían educación secundaria fueron enviados a recibir formación a corto plazo en la facultad militar del Instituto de Educación Física. Al final de la preparación, 16 jugadores del equipo moscovita recibieron el rango de segundo teniente, motivo por el que se conoció a estos jugadores en la posguerra en el CDKA como El equipo de los tenientes. Durante la guerra se disputó el campeonato de la ciudad capital, y en 1943 el equipo del ejército fueron los campeones. En 1944 se reinició la Copa de la URSS, y el CDKA llegó a la final, en la que cayó derrotado por el Zenit Leningrado, por dos goles a uno.

### Edad dorada y disolución (1945–1952)
La primera temporada de la posguerra estuvo marcada por una lucha hasta el final por el campeonato con el Dinamo Moscú. Los dinamiki acabaron proclamándose campeones por un punto de diferencia. Sin embargo, el CDKA se tomó la revancha contra sus rivales en la copa soviética de ese mismo año 1945, a quienes vencieron en la final por dos goles a uno, en un partido que se disputó en el propio estadio Dinamo. Esa temporada destacó especialmente un futbolista del CDKA, Vsevolod Bobrov, que también fue jugador de hockey sobre hielo y bandy durante su carrera.
En 1946 el CDKA se proclamó campeón de la liga soviética por primera vez en su historia, superando en la clasificación al Dinamo e iniciándose, así, el periodo más exitoso del CDKA en el fútbol soviético con la generación conocida como El equipo de los tenientes.
La temporada siguiente fue mucho más igualada y prácticamente durante toda la temporada el Dinamo Moscú estuvo ocupando el liderato. Los blanquiazules obtuvieron una racha de doce victorias consecutivas y llegaron al derbi con el CDKA, segundo en la tabla, como favoritos. El CDKA logró una importante victoria en el estadio Dinamo, en el que resultó decisivo el gol del centrocampista Vyacheslav Soloviev. Sin embargo, este partido aunque era importante, no resultó ser el decisivo. En la penúltima jornada del campeonato visitó Georgia para jugar ante el Dinamo Tbilisi. Lavrenti Beria era uno de los principales mecenas de la sociedad deportiva Dinamo y —como georgiano— hincha del Dinamo Tbilisi. El CDKA necesitaba una victoria y un empate a menos de dos goles complicaría la situación del equipo. Finalmente el partido terminó en empate a dos goles, ambos anotados por Bobrov, y sus posibilidades de ser campeón quedaron mermadas. En el último partido de la liga, el CDKA tenía que vencer al Tractor Stalingrado por cinco goles y no recibir ningún gol en contra. El CDKA lo logró y pudo ser campeón, ya que la diferencia de goles fue mejor que la del Dinamo.
La situación casi se repitió por completo en el torneo de 1948. Todo el campeonato fue líder el Dinamo que se presentó en el derbi ante el CDKA con una racha de once victorias consecutivas y un punto de ventaja sobre el equipo del Ejército Rojo, segundo clasificado. Por lo tanto, solo una victoria podría traer título al CDKA, que logró imponerse 3–2 con el gol definitivo anotado nuevamente por Bobrov y conseguía el tercer campeonato de liga consecutivo. Este logro solo fue igualado dos décadas después por el Dynamo Kiev. En ese mismo 1948 el CDKA consiguió su primer doblete al ganar la Copa. En semifinales, como resultado de un partido que se tuvo que repetir, el CDKA se hizo con la victoria ante el Dinamo Moscú y en la final derrotó al Spartak.
La temporada 1949 fue el último campeonato para Fedotov. El delantero se convirtió en el máximo goleador del equipo en el campeonato con 18 goles, lejos de los 26 que logró Nikita Simonyan, pero fue lesionado de gravedad. El CDKA acabó en segunda posición en la liga, por detrás del Dinamo. Fedotov se retiró de la práctica del fútbol y Vsevolod Bobrov fichó por el VVS Moscú, el equipo de la Fuerza Aérea del Distrito Militar de Moscú y presidido por Vasili Stalin.
En 1950, el equipo dirigido por Boris Arkadyev sumó su cuarto título de liga en una nueva lucha contra el Dinamo durante toda la temporada. El año siguiente el club fue renombrado Club Deportivo de la Casa Central del Ejército soviético (Sportivnyy klub Tsentral'nogo doma Sovetskoy armii), abreviado CDSA, con el que hizo el segundo doblete de su historia. En la liga esta vez tuvo en sus rivales al Dinamo Tbilisi y al Shakhtyor Stalino ucraniano (actual Shakhtar Donetsk), mientras que en la copa se impuso 2–1 al MVO Moscú.
Los líderes soviéticos decidieron, por primera vez, enviar un equipo en 1952 a los Juegos Olímpicos. El equipo de fútbol fue organizado sobre la base del CDSA, el equipo más fuerte de toda la unión en ese momento, y con varios jugadores del Dinamo de Moscú y Tbilisi, principalmente. Boris Arkadyev fue elegido como entrenador. El equipo soviético tuvo muchos problemas desde el comienzo, ya que en dieciseisavos de final el partido ante Bulgaria (2–1) se decidió en la prórroga. En octavos de final se enfrentó a Yugoslavia, momento en el que los dos estados socialistas estaban en plena crisis, que culminó con la ruptura Tito-Stalin, por lo que el partido estuvo muy marcado por componentes políticos. A mediados de la segunda mitad, el equipo soviético perdía por un aplastante 5–1, pero logró empatar y forzar un partido de desempate. Dos días después, el 22 de julio, se disputó el partido de desempate, nuevamente en el estadio Tampere, pero los balcánicos volvieron a superar a los soviéticos por 3–1, pese a que estos se adelantaron a los seis minutos con un gol de Vsevolod Bobrov.
El fracaso de la selección tuvo graves repercusiones y el castigo de los líderes políticos del país no se hizo esperar. El campeonato soviético de 1952 se inició con aparente normalidad, pero después de las tres primeras jornadas el CDSA fue convocado ante el Comité de Deportes, que a través de la orden 793 disolvía el equipo "por dañar gravemente la imagen de la Unión Soviética". Los resultados logrados por el equipo militar en las tres jornadas disputadas del campeonato de 1952 fueron cancelados y los jugadores fueron asignados a otros equipos. Tres jugadores del equipo nacional fueron suspendidos de por vida, entre ellos Anatoliy Bashashkin, defensa del CDSA. De esta forma terminó la era del equipo de los tenientes. Algunas teorías indican la existencia de una conspiración supuestamente supervisada por Lavrenti Beria, con el fin de eliminar a los principales competidores de la sociedad Dinamo.

### Regreso del club y años de irregularidad (1953–1970)
El CDSA estuvo ausente del campeonato soviético dos temporadas. En la primavera de 1953 murió el presidente del Consejo de Ministros de la URSS, Iósif Stalin. En el otoño de ese mismo año, el ministro de Defensa, el mariscal Nikolái Bulganin, firmó una orden en la que se reconstruía el CDSA, que fue puesto en la clase A, la primera división. De conformidad con la orden se formó el cuerpo técnico, en el que se confió el puesto de entrenador al teniente coronel Gregory Pinaichev, ayudado por sus asistentes Konstantin Lyaskovskiy y Grigory Fedotov.
Los entrenadores tuvieron que preparar un nuevo equipo para la temporada 1954, lo que no fue fácil, ya que la mayoría de los grandes jugadores con los que había contado se encontraban en nuevos equipos o eran ya muy veteranos. Sin embargo volvieron al equipo algunos exjugadores del club como Vladimir Nikanorov, Boris Razinskiy, Anatoliy Bashashkin, Yuriy Nyrkov, Anatoliy Porkhunov, Anatoliy Krutikov, Aleksandr Petrov, Vladimir Domin, Valentin Yemyshev, Vasiliy Buzunov, Viktor Fodorov y Sergey Korshunov (los dos últimos procedentes del equipo desaparecido VVS Moscú de Vasily Stalin).
El primer partido del nuevo CDSA, que regresó con su mismo nombre, fue celebrado el 5 de abril de 1954 en Kiev contra el Torpedo Gorki. El partido terminó con un marcador de 1–1 y Vasily Buzunov anotó el gol militar. El equipo moscovita terminó en sexto lugar (de 13) con 24 puntos en esa temporada, dando paso a un oscuro período en el campeonato nacional de liga.
EL CDSA alcanzó la final de copa el 16 de octubre de 1955 en Moscú, en el estadio Dinamo ante el propio Dinamo. Al final de la primera mitad, con 2–1 en el marcador favorable al equipo rojo, el colegiado Nikolai Latyshev concedió una falta cometida a Yuriy Belyayev contra la puerta del Dinamo, protegida por Lev Yashin. Ofendido por algún comentario de Vladimir Agapov, Yashin perdió los nervios, golpeó al jugador del CDSA y fue expulsado. El centrocampista Yevgeniy Baikov tuvo que ponerse bajo palos, pero el resultado no cambió y el CDSA se proclamó campeón. Tras el partido, la copa no fue concedida porque el Dinamo presentó una protesta por lo que consideraron errores arbitrales y una expulsión incorrecta de Yashin. La copa fue entregada al campeón, el CDSA, el 26 de octubre. Este fue el único título que conquistaría el club en casi dos décadas.
En 1957 el club fue renombrado CSK MO debido reformas internas en el seno del Ejército soviético. Las nuevas siglas respondían a Club Central de Deportes del Ministerio de Defensa (del ruso: Центральный спортивный клуб Министерства обороны, Tsentral'nyy sportivnyy klub Ministerstva oborony). A finales de esa temporada se retiró el defensor Anatoliy Bashashkin, el último del equipo de los tenientes.
El club acometió su último cambio de nombre cuando en 1960 pasó de CSK MO a CSKA, siglas en ruso de Club Central de Deportes del Ejército (Tsentral'nyy sportivnyy klub armii). En ese mismo año se incrementó el número de equipos participantes en el campeonato, pasando a 22 equipos distribuidos en dos grupos de once equipos cada uno. Los seis primeros pasaron a una fase de clasificación por el campeonato, a la que se clasificó el CSKA. El 19 de julio de 1960 en el Estadio Central Lenin de Moscú se enfrentaron CSKA y Dinamo de Kiev, que decidía en gran medida el destino de ambos equipos. El delantero ucraniano Valeri Lobanovsky anotó un penalti después de haber fallado el primer intento y haberse mandado repetir, por lo que ponía a los visitantes en ventaja 1–2. Poco después, el extremo moscovita Evgeny Krylov hizo una dura entrada a Oleg Bazilevich, del Dinamo, por la que recibió una tarjeta roja. En ese instante, alrededor de 150-200 aficionados del CSKA invadieron el campo y algunos de ellos atacaron al árbitro. El partido se detuvo, el equipo del ejército perdió el encuentro y docenas de aficionados fueron detenidos y condenados a penas que fueron desde los 15 días a otras de dos a seis años. El CSKA acabó en un decepcionante sexto lugar y al final de la temporada fue despedido todo el cuerpo técnico, con Gregory Pinaichev a la cabeza, y reemplazado por Konstantin Beskov.
Beskov, histórico delantero del Dinamo Moscú, venía de dirigir al Torpedo y se hizo cargo del CSKA, al que llevó a dos cuartos puestos consecutivos antes de ser despedido y sustituido por Vyacheslav Soloviev, durante un tiempo, y Valentin Nikolayev, ambos exjugadores del CSKA. Con Nikolayev el equipo logró dos terceros puestos de forma consecutiva en 1964 y 1965. Vladimir Fedotov, hijo del legendario Grigory, fue máximo goleador del CSKA tres temporadas consecutivas y una de las principales estrellas del equipo.
Vsevolod Bobrov, también antiguo jugador del club, se hizo cargo del CSKA en 1967, al que llevó esa temporada a la final de copa, donde perdió de forma clara contra el Dinamo Moscú (3–0). Los malos resultados en liga propiciaron un nuevo regreso de Valentin Nikolayev en 1970. En la primera vuelta del campeonato el CSKA contaba con 19 puntos y situado en cuarto lugar, pero al final de la temporada fueron capaces de alcanzar al líder del torneo, el Dinamo Moscú. De acuerdo con la normativa en vigor en ese momento, si dos equipos estaban situados en la cabeza de la tabla con igual número de puntos habría que jugar un partido final de desempate. El lugar del encuentro fue la ciudad de Taskent, el 5 de diciembre de 1970 y terminó en un empate sin goles un partido que contó con la presencia de 60 000 espectadores. El partido se repitió al día siguiente y el CSKA remontó el 3–1 con el que el Dinamo llegó al descanso para acabar ganando por 3–4. Vladimir Fedotov fue uno de los grandes destacados con dos goles y el CSKA, por primera vez en 19 años, ganó el campeonato nacional, el sexto de su historia. Valentin Nikolaev recibió el título honorífico de "entrenador de honor de la URSS", mientras que el capitán del CSKA, Albert Shesternёv, al final de la temporada fue elegido como el mejor jugador soviético del año y entró en los diez mejores jugadores de Europa según la revista France Football.

### Crisis, descenso a segunda y fin de la era soviética (1971–1991)
Como campeón de la liga soviética de 1970, el CSKA participó por primera vez en su historia en la Copa de Europa de clubes, pero sin demasiado éxito. El equipo moscovita se enfrentó en primera ronda antre el Galatasaray y debutó en el BJK İnönü Stadyumu de Estambul, el 15 de septiembre de 1971. Boris Kopeikin hizo el primer gol del CSKA en competición europea a los 43 minutos y el resultado final fue de empate a un gol. El partido de vuelta en Moscú fue para el CSKA (3–0), que se aseguró el pase a octavos de final, donde fue eliminado por el Standard de Lieja. Kopeikin volvió a ser decisivo en la ida, en Moscú, pero en Bélgica, el yugoslavo Silvester Takač despachó al CSKA con dos goles que remontaron la eliminatoria.
El equipo dirigido por Valentin Nikolayev sufrió en 1972 la baja de Albert Shesternёv tras una grave lesión de rodilla. Aunque la operación fue un éxito, Shesternev no pudo regresar jamás a los terrenos de juego y anunció su retirada. Esto coincidió con una serie de malos resultados en liga, que incluso llegó a rozar el descenso. En el campeonato de 1974 acabó con los mismos puntos (26) que el penúltimo, el descendido Kairat Almaty. En 1975 terminó su carrera futbolística Vladimir Fedotov, Vladimir Polikarpov y Vladimir Kaplichny. En la temporada 1977 el CSKA ganó su primer partido en la décima jornada y terminó el campeonato en el puesto 14, con un punto más que el Karpaty Lviv, descendido.
No sería hasta 1980 cuando el CSKA volviese a acercarse a los puestos de la tabla, cuando acabó en quinta posición y logró clasificarse para la Copa de la UEFA 1981-82. Esta fue la primera participación del club en este torneo europeo, pero el equipo militar no pudo pasar de la primera ronda, eliminado por el SK Sturm Graz. El legendario exjugador Albert Shesternev regresó al CSKA como entrenador en 1982, como sustituto de Oleg Bazilevich. Sin embargo, el CSKA bajo el mandato de Shesternev no fue positivo y en dos temporadas el equipo acabó en 15.ª y 12.ª posición.
Yuriy Morozov llegó en 1984 para reemplazar a Shesternev en los banquillos, pero su paso por el CSKA fue el peor periodo de la historia del club. Los krasno-sinie solo sumaron 19 puntos de 68 posibles y acabó en última posición, por lo que el CSKA descendió por primera vez en su historia a segunda división. La dirección del club, pese al fracaso, confió en Morozov y el técnico leningradés se encargó de realizar una revolución en el equipo. Despidió a 28 jugadores y contrató a trece jóvenes futbolistas para regresar al club a la elite, entre ellos Valdas Ivanauskas, Valeri Shmarov y Vladimir Tatarchuk. Sin embargo, el equipo acabó en segunda posición y no logró el objetivo del ascenso, que llegaría a la temporada siguiente, en 1986.
De vuelta en el campeonato soviético en la temporada 1987, en un partido contra el Zalgiris se produjo la grave lesión en la cabeza del delantero del CSKA Sergei Berezin. Pasó varios meses en coma, pero pudo recuperarse de sus heridas, aunque no volvió jamás a la práctica del fútbol. El CSKA volvió a descender a segunda división tras otro pésimo año y, esta vez, Morozov fue destituido de su cargo como entrenador. En su lugar llegó Sergei Shaposhnikov, que tampoco pudo ascender al CSKA, y fue sustituido por Pavel Sadyrin, que fue el encargado de devolver al club a primera división en 1989.
Con Sadyrin, con quien el Zenit ganó su única liga en 1984, el CSKA volvió a la senda de los éxitos. En su segundo año al frente del club moscovita, y el primero de nuevo en la elite, los koni acabaron subcampeones, a tres puntos del Dinamo Kiev de Valeriy Lobanovskyi en el campeonato de 1990. La temporada siguiente sería histórica para el CSKA. El equipo se proclamó campeón de liga y copa, logrando el tercer doblete de su historia. El CSKA se impuso al Spartak Moscú de Oleg Romantsev en la liga por solo dos puntos y venció en la final de copa al Torpedo por tres goles a dos. Días después de la final, el portero del CSKA Mijaíl Yeremin falleció en un accidente de tráfico cuando contaba con 23 años de edad.
El campeonato de 1991 fue, además, el último de la era soviética, ya que apenas dos meses después del final del torneo se produjo la disolución de la Unión Soviética. De hecho, ni los equipos bálticos ni los georgianos disputaron ese campeonato. Por lo tanto, el CSKA fue el último campeón de liga de la ya extinta unión.

### Creación de la liga rusa y éxito internacional (1992–presente)
El CSKA fue uno de los fundadores del nuevo campeonato de liga ruso en 1992 y, además, participó en la primera edición de la Liga de Campeones de la UEFA, la antigua Copa de Europa. El equipo de Sadyrin no pudo pasar de la fase de grupos que le emparejó con el Olympique Marsella (futuro campeón), el Rangers y el Club Brugge. Sin embargo, después de eliminar en primera ronda al Víkingur islandés, el CSKA eliminó en segunda ronda al Barcelona, vigente campeón. En Moscú empataron a un gol, con tantos de Aleksandr Grishin y Txiki Begiristain. En el Camp Nou, el Barcelona se adelantó 2–0, pero un minuto antes del descanso Yevgeni Bushmanov recortó distancias. Ya en la segunda parte, Denis Mashkarin y Dmitri Karsakov hicieron el 2–3 definitivo y confirmaron la sorpresa del torneo.
En el campeonato doméstico el CSKA tuvo una actuación muy irregular durante gran parte de la década de 1990, inestabilidad que se trasladó a los banquillos, con cambios de entrenador incluso dos veces en una misma temporada. El club alcanzó la final de la Copa de Rusia en 1992 y 1993, que fue lo más destacado de ese periodo. La edición de la copa de 1992 no correspondió a la Copa de Rusia, sino que fue la última edición de la Copa soviética, pese a que el país como tal ya no existía. El torneo comenzó en 1991, aún bajo la gestión de la federación soviética, que fue eliminada tras la disolución del país, y fue la Unión de Fútbol de Rusia quien se encargó de terminar de conducir la competición. La final se disputó el 10 de mayo de 1992 en Luzhnikí y el Spartak venció al CSKA por dos goles a cero, tantos obra de Vladímir Beschástnyj.
El entrenador osetio Valeri Gazzáiev llegó al CSKA tras el final de la temporada 2001 tras un convulso periodo en el que se sucedieron numerosos cambios de entrenador, entre ellos dos nuevas etapas de Pavel Sadyrin que no fueron exitosas. Gazzaev preparó a los koni para el campeonato de 2002, en el que el equipo militar hizo una gran actuación. Acabó la liga en segunda posición, igualado a puntos con el líder, el Lokomotiv, y el torneo se decidió con una final entre ambos en el estadio Dinamo. Los ferroviarios vencieron a los militares con un solitario gol de Dmitri Loskov y se llevaron el campeonato. Sin embargo, en la Copa rusa el CSKA se proclamó campeón al vencer en la final al Zenit (2-0).
La siguiente temporada, Gazzaev logró hacer campeón al CSKA, que superó al Zenit en la tabla con tres puntos de ventaja. Para entonces el entrenador osetio ya contaba con el esqueleto del gran CSKA de los próximos años, con los jóvenes Ígor Akinféyev, Alekséi Berezutski, Vasili Berezutski, Ivica Olić, unidos a otros más expertos como Serguéi Semak, Rolan Gusev, Jiří Jarošík o Elvir Rahimić. En 2004 se hicieron con la Supercopa de Rusia y acabaron subcampeones de liga.

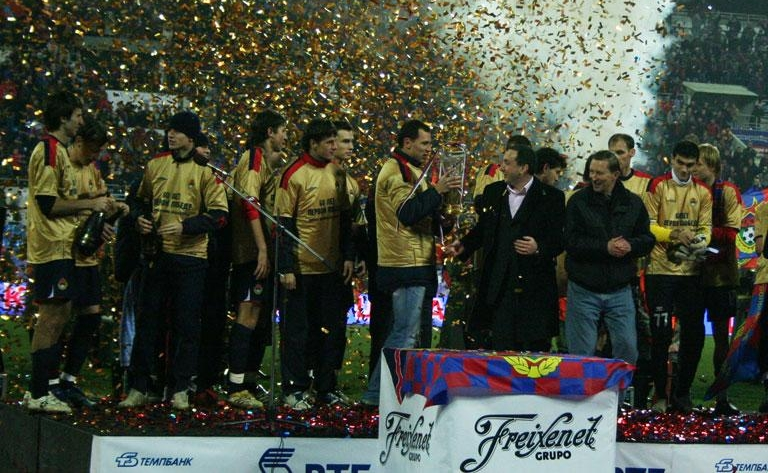
Los jugadores del CSKA celebran el título de liga de 2006.

Para la temporada 2005 el equipo contó con importantes jugadores como Sergei Ignashevich, Miloš Krasić o Yuri Zhirkov, a los que se unieron destacados futbolistas no europeos como Daniel Carvalho, Vágner Love y Chidi Odiah. El equipo moscovita logró en 2005 un histórico triplete al proclamarse campeón de liga, copa y Copa de la UEFA, la primera vez en la historia que un club ruso ganaba un torneo europeo. En la Liga Premier se impuso con claridad al Spartak, mientras que en la copa venció al FC Khimki con un solitario gol de Zhirkov. A la Copa de la UEFA llegó tras haber logrado el tercer puesto en la Liga de Campeones en el grupo del Chelsea, FC Porto y Paris Saint-Germain. En dieciseisavos de final eliminó al SL Benfica (resultado global de 3–1), al Partizan en octavos de final (3–1), en cuartos de final al Auxerre (4–2) y en semifinales al Parma (3–0). La final la disputó ante el Sporting de Portugal en el Estádio José Alvalade del propio equipo sportinguista. Los portugueses se adelantaron en la primera parte con un gol del brasileño Rogério, pero en la segunda parte el CSKA dio una lección al contragolpe y remontó (1–3) con goles de Aleksei Berezutskiy, Yuri Zhirkov y Vágner Love. Este año de éxitos le llevó a ser el primer club ruso en conseguir un triplete en el mismo año. Posteriormente fue nombrado en 2012 el mejor club ruso en los 20 años del país tras la extinción soviética.
Unos meses después, el equipo ruso se midió al Liverpool en la Supercopa de Europa, en la que perdió 3-1. Daniel Carvalho adelantó a los moscovitas a los 28 minutos y Djibril Cissé, que llevaba unos minutos sobre el campo, igualó a falta de ocho minutos para el final. En la prórroga Cissé, nuevamente, y Luis García dieron el triunfo a los ingleses. En 2006 los krasno-sinie volvieron a hacerse con un doblete en una temporada en la que mantuvo una gran lucha con el Spartak, con quien llegó a acabar con empate a puntos. En diciembre de 2008, Gazzaev decidió dejar el CSKA, cerrando, así, el periodo más exitoso de la historia del club con tres ligas, tres copas, tres supercopas, una Copa de la UEFA y el premio al mejor técnico de la UEFA 2004-05, además de disputar cada año competiciones europeas. Gazzaev fue el entrenador que hizo debutar al también osetio Alan Dzagoev, una de las irrupciones más importantes del equipo del ejército.

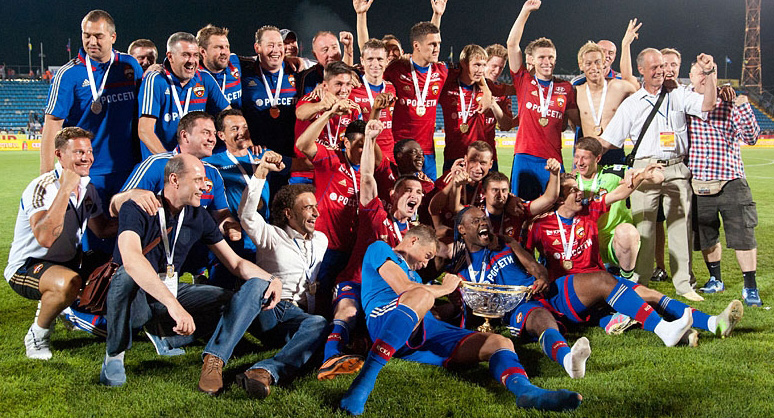
Los jugadores del CSKA celebran la Supercopa de Rusia 2013.

La marcha de Gazzaev fue cubierta de forma breve por Zico y Juande Ramos, cuyos periodos en Moscú fueron poco exitosos. Ninguno consiguió terminar el campeonato y fue Leonid Slutski quien llevase al CSKA a un modesto quinto puesto, ya sin jugadores importantes como Vágner Love, fichado por el Palmeiras, o Yuri Zhirkov, que firmó por el Chelsea. Leonid Slutski consiguió mejorar sus resultados en los dos años siguientes, al acabar en segunda y tercera posición.
Leonid Slutski condujo al club de nuevo a la conquista de títulos y logró un nuevo doblete en la temporada 2012-13, superando al Zenit en dos puntos. Por su parte, en la final de copa venció en los penaltis al Anzhí Majachkalá en el Ajmat-Arena de Grozni. La temporada siguiente el CSKA encadenó su segundo título de liga consecutivo pese a haber estado gran parte del torneo por detrás del Lokomotiv y el Zenit. Ambos sufrieron derrotas en las últimas jornadas de liga y el Zenit perdió el penúltimo partido de la temporada, al que llegaba como líder, ante el Dinamo tras una invasión de hinchas peterburgueses que agredieron a jugadores del Dinamo. Seydou Doumbia fue, además, máximo goleador de la liga con 18 goles.

## Estadio

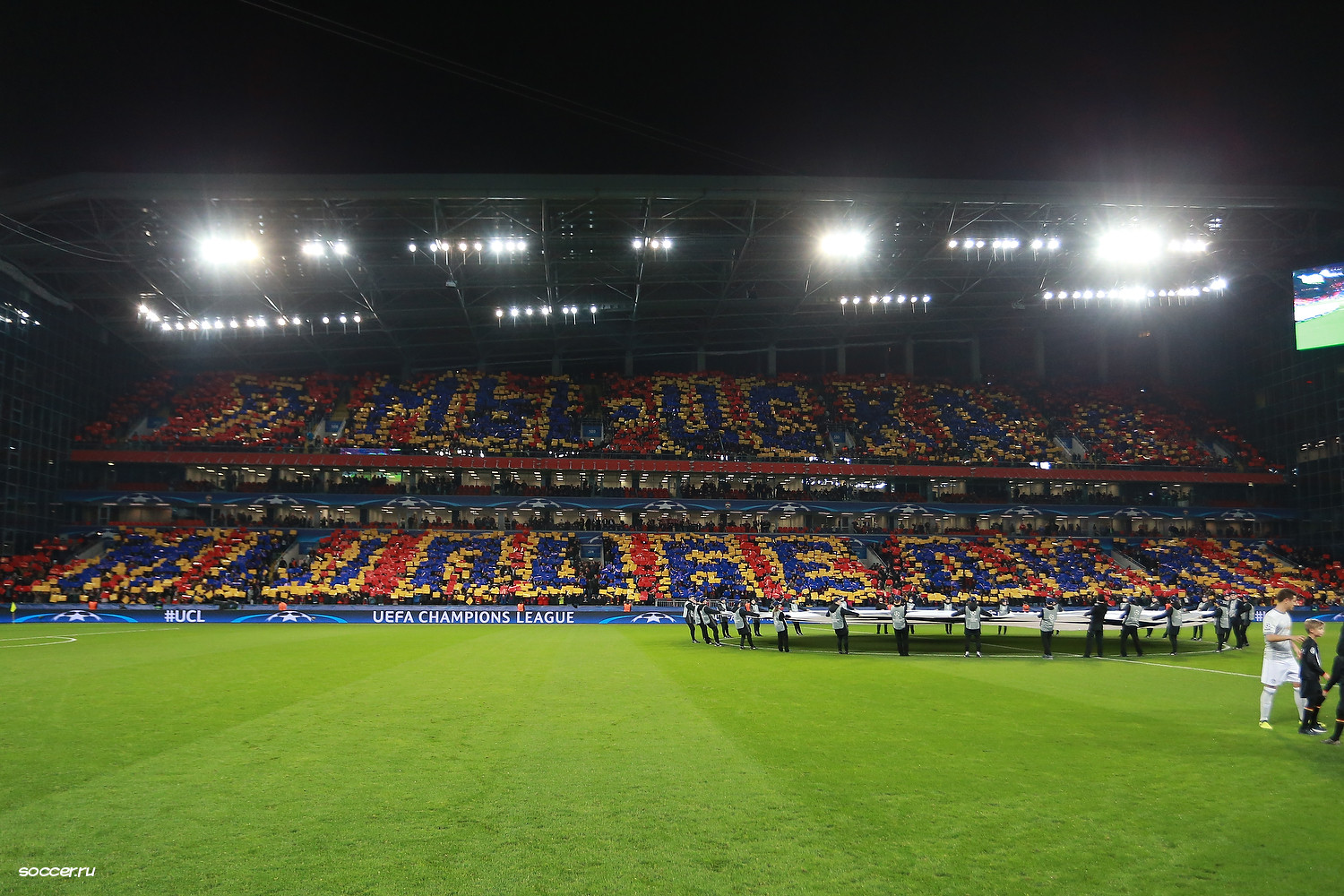
Estadio CSKA Moscú durante un partido de Liga de Campeones contra el Manchester United.

El 19 de mayo de 2007 se colocó la primera piedra del nuevo estadio del PFC CSKA Moscú y contó con la presencia del alcalde de Moscú Yuri Luzhkov y el presidente del CSKA Evgeny Giner. La construcción del estadio, que contará con 30 000 espectadores, comenzó el 9 de diciembre de 2007. Originalmente la fecha de finalización se especuló con que fuese en 2009, pero más tarde se pospuso hasta mayo de 2010 y, finalmente, 2013. El estadio fue inaugurado en septiembre de 2016.
A lo largo de la historia el CSKA ha jugado en el estadio Estadio Olímpico Luzhnikí —estadio donde disputa los partidos de Liga de Campeones y Europa League— y en el Arena Khimki, estadio que también compartió con el Dinamo Moscú mientras ambos clubes finalizaban la construcción de sus respectivos estadios.

## Uniforme

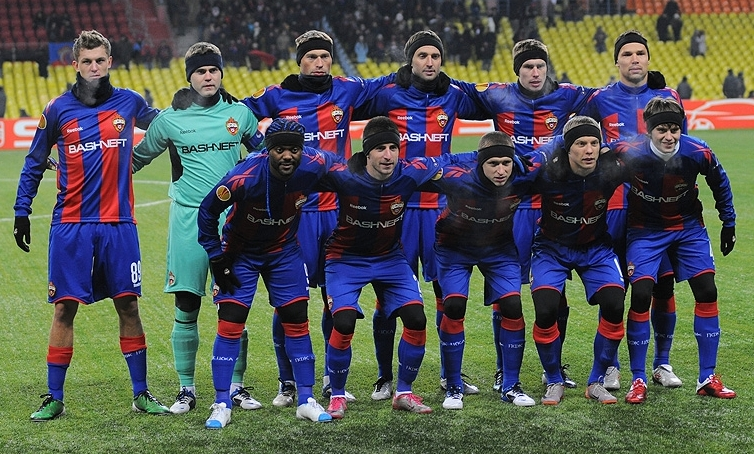
Uniforme de rayas del CSKA en 2011.

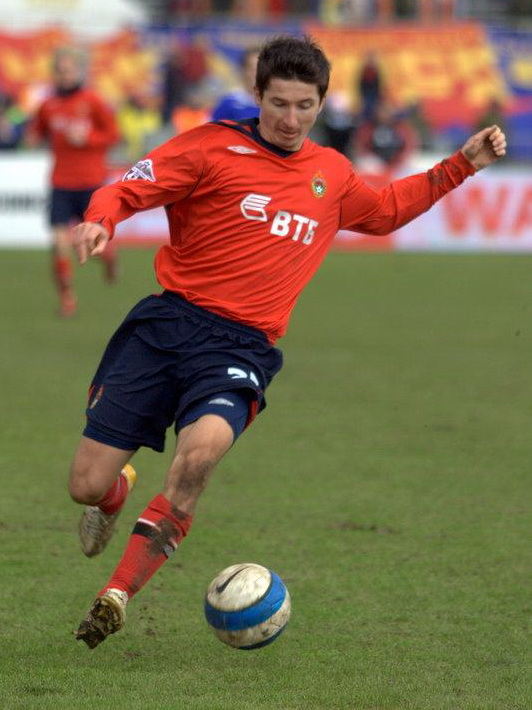
Evgeniy Aldonin, con un clásico uniforme del CSKA.

En el primer partido oficial celebrado el 14 de agosto de 1911 contra el club Vega, los jugadores jugaron con camiseta azul oscuro y pantalón blanco. Desde entonces y hasta 1938 fueron los colores oficiales del equipo. En la temporada 1939, los colores oficiales del club cambiaron a rojo y azul, uniforme que se mantiene desde entonces. El color rojo de la camiseta significa que pertenece a un club de fútbol del ejército soviético. Sobre la aparición del color azul no se conoce un origen exacto, sin embargo, este color se había extendido en el fútbol en forma de carteles o banderas. En el escudo del club se colocaron sus siglas OPPV sobre una estrella roja con fondo azul. Desde ese momento, el club mantuvo la camiseta roja con el escudo en la parte derecha y el pantalón azul.
En las décadas siguientes los colores del club no siempre se respetaron. En la época de Konstantin Beskov como entrenador (1961-1962), el club llegó a jugar con uniforme blanco y, a mediados de 1960, incluso disputó algunos partidos con uniforme negro. En 1977, y con Vsevolod Bobrov en el banquillo, el club regresó a sus clásicos colores rojo y el azul.
Desde finales de 1970 y principios de 1990, los jugadores del CSKA jugaron principalmente con uniformes rojo y blanco. Durante las últimas temporadas de 1980, y debido a la falta de dinero, el equipo no disponía de uniforme estándar. Incluso, hubo un tiempo en que los jugadores utilizaban el uniforme prestado de la sección del CSKA de balonmano.
A finales del siglo XX, la compañía alemana Adidas diseñó camisetas de rayas verticales rojas y azules y pantalón azul. Por su parte, la segunda equipación era completamente blanca, y más tarde se insertó una franja vertical de color rojo y azul en el centro o el lado izquierdo de la camiseta. Desde ese momento, tanto Umbro como Reebok —la firma que produce la equipación del club a partir de 2009— han alternado temporadas con el uniforme clásico de camiseta roja y pantalón azul y la camiseta de rayas verticales con estos mismos colores. Las únicas modificaciones se han producido en la equipación del CSKA como visitante, que ha variado desde el blanco, dorado y negro.
| Período   | Proveedor |
| --------- | --------- |
| 1980—1990 | Adidas    |
| 1990—1991 | Umbro     |
| 1992—1994 | ABM       |
| 1995—1996 | Nike      |
| 1997—1999 | Adidas    |
| 2000—2008 | Umbro     |
| 2009—2012 | Reebok    |
| 2012—2018 | Adidas    |
| 2018—2020 | Umbro     |
| 2020—2023 | Joma      |
| 2023—     | In-House  |

| Período   | Patrocinador    |
| --------- | --------------- |
| 2004      | Conti           |
| 2004—2005 | Sibneft         |
| 2006—2008 | VTB Bank        |
| 2009      | Aeroflot        |
| 2010—2012 | Bashneft        |
| 2012—2013 | Aeroflot        |
| 2013—2020 | Rosseti         |
| 2020—2023 | ICS Holding     |
| 2023—     | Gold'n Apotheka |

## Rivalidades

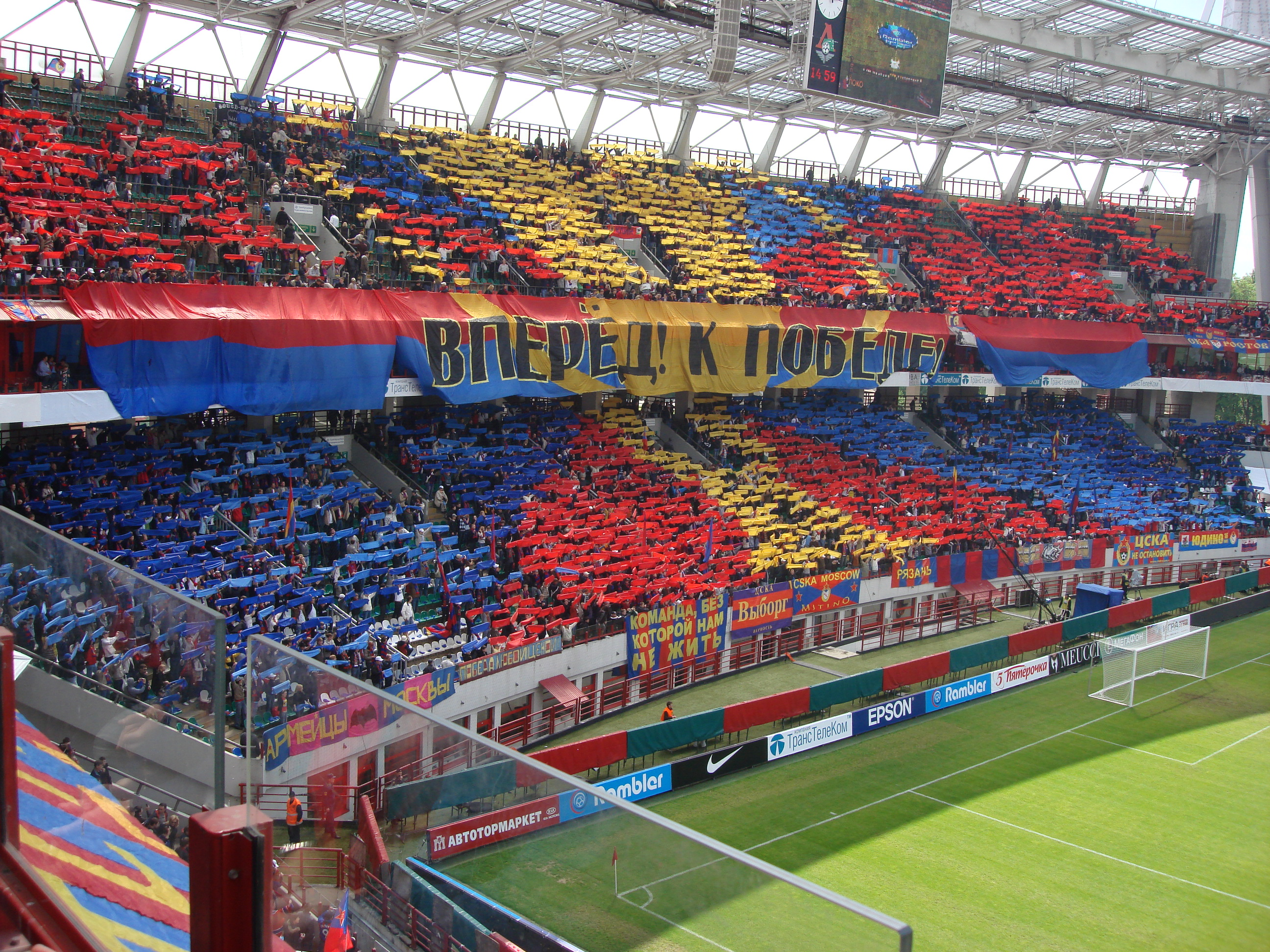
Afición del CSKA en el estadio Lokomotiv.

Los rivales tradicionales del CSKA son el Spartak y el Dinamo Moscú. Con el Dinamo mantuvo una gran lucha en el campeonato soviético, especialmente durante las décadas de 1940, 1950 y principios de 1960. Los componentes políticos que rodearon a los dos clubes durante los años más duros del estalinismo también son un importante factor en este aspecto. Lavrenti Beria y las fuerzas de seguridad del Ministerio del Interior eran los principales mecenas de la sociedad deportiva Dinamo y el CSKA sufrió la ira del gobierno estalinista tras la eliminación de la Unión Soviética por Yugoslavia en los Juegos Olímpicos de 1952, que terminaron con la disolución del club del Ejército Rojo. El Spartak es el otro gran rival del CSKA, pues es el equipo más popular y seguido de Moscú y Rusia, al no haber estado emparentado a ningún estamento político del gobierno soviético. Con el Spartak disputa el gran derbi de Moscú. Además, fue el equipo más exitoso de la era soviética junto al Dinamo Kiev.
También existe una gran rivalidad entre el CSKA Moscú y el Zenit, el principal equipo de la «segunda capital rusa», San Petersburgo. De hecho, el partido entre ambos es también conocido como el derbi de las dos capitales. Durante la época soviética la rivalidad era más orientada a una disputa entre ciudades, ya que el Zenit apenas luchó por el campeonato en algunas temporadas. Esta rivalidad se hizo más prominente a comienzos del siglo XXI, cuando ambos equipos comenzaron a dominar el campeonato ruso e incluso ganaron títulos europeos.
Según un estudio elaborado por el Centro de Investigación de Opinión Pública de Rusia (VTsIOM) en 2006, el CSKA era el segundo equipo más seguido del país después del Spartak Moscú. De acuerdo con la agencia alemana Sport+Markt, en la primavera de 2008, el CSKA era el decimoquinto equipo más popular en Europa, por detrás del Zenit (décimo lugar) y Spartak (undécimo). La misma agencia aseguró, en febrero de 2009, que el CSKA contaba con 11,1 millones de aficionados en Europa y un año más tarde la cifra era de 10,5 millones de aficionados, el duodécimo equipo más seguido en Europa y el segundo en Rusia.

## Jugadores

### Números retirados
- 12 –  Aficionados
- 16 –  Serhiy Perkhun

## Palmarés

### Torneos nacionales (35)

#### RusiaRusia(23)
Nota: en negrita competiciones vigentes en la actualidad.
| Competición nacional        | Títulos                                                                          | Subcampeonatos                                                    |
| --------------------------- | -------------------------------------------------------------------------------- | ----------------------------------------------------------------- |
| Liga Premier de Rusia (6/9) | 2003, 2005, 2006, 2012–13, 2013–14, 2015–16.                                     | 1998, 2002, 2004, 2008, 2010, 2014–15, 2016–17, 2017–18, 2022–23. |
| Copa de Rusia (9/4)         | 2001–02, 2004–05, 2005–06, 2007–08, 2008–09, 2010–11, 2012–13, 2022–23, 2024-25. | 1992–93, 1993–94, 1999–2000, 2015–16                              |
| Supercopa de Rusia (8/5)    | 2004, 2006, 2007, 2009, 2013, 2014, 2018, 2025.                                  | 2003, 2010, 2011, 2016, 2023.                                     |

#### Unión Soviética(12)
| Competición nacional              | Títulos                                   | Subcampeonatos          |
| --------------------------------- | ----------------------------------------- | ----------------------- |
| Primera División de la URSS (7/4) | 1946, 1947, 1948, 1950, 1951, 1970, 1991. | 1938, 1945, 1949, 1990. |
| Copa de la Unión Soviética (5/3)  | 1945, 1948, 1951, 1955, 1991.             | 1944, 1966–67, 1991–92. |

### Torneos internacionales (1)
| Competición internacional | Títulos  | Subcampeonatos |
| ------------------------- | -------- | -------------- |
| Copa de la UEFA (1)       | 2004-05. |                |
| Supercopa de Europa (0)   |          | 2005.          |

### Torneos amistosos
- Trofeo Villa de Gijón (1): 1994
- First Channel Cup (1): 2007
- Copa del Sol (1): 2010 (compartido)
- Copa La Manga (1): 2013

## Entrenadores

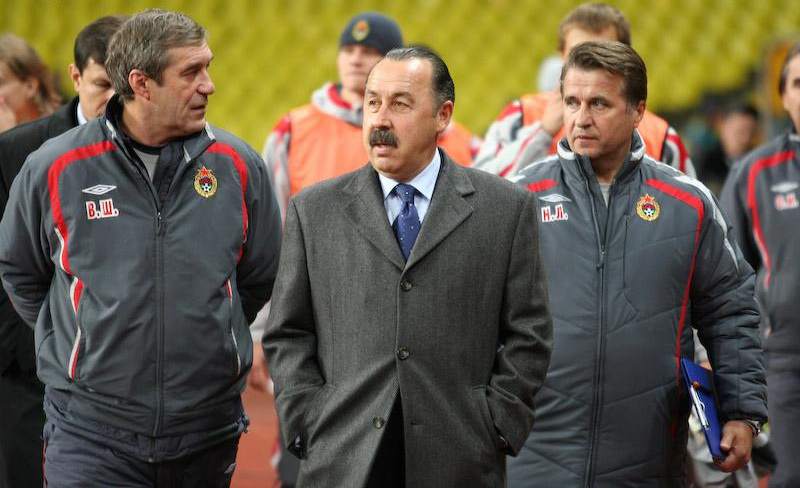
Valeri Gazzáiev, el entrenador con más títulos de la historia del CSKA.

| Nombre               | País                    | Desde | Hasta |
| -------------------- | ----------------------- | ----- | ----- |
| Pável Halkiopov      | Unión Soviética         | 1936  | 1936  |
| Mijaíl Rushchinski   | Unión Soviética         | 1937  | 1939  |
| Serguéi Bujtéiev     | Unión Soviética         | 1940  | 1941  |
| Piotr Yezhov         | Unión Soviética         | 1941  | 1941  |
| Yevgueni Nikisin     | Unión Soviética         | 1942  | 1944  |
| Borís Arkádiev       | Unión Soviética         | 1944  | 1952  |
| Grigori Pinaichev    | Unión Soviética         | 1954  | 1957  |
| Borís Arkádiev       | Unión Soviética         | 1958  | 1959  |
| Grigori Pinaichev    | Unión Soviética         | 1959  | 1960  |
| Konstantín Béskov    | Unión Soviética         | 1961  | 1962  |
| Viacheslav Soloviov  | Unión Soviética         | 1963  | 1964  |
| Valentín Nikoláyev   | Unión Soviética         | 1964  | 1965  |
| Serguéi Shapóshnikov | Unión Soviética         | 1966  | 1967  |
| Vsévolod Bobrov      | Unión Soviética         | 1967  | 1969  |
| Valentín Nikoláyev   | Unión Soviética         | 1970  | 1973  |
| Vladímir Agapov      | Unión Soviética         | 1973  | 1974  |
| Anatoli Tarasov      | Unión Soviética         | 1975  | 1975  |
| Alekséi Mamykin      | Unión Soviética         | 1976  | 1977  |
| Vsévolod Bobrov      | Unión Soviética         | 1977  | 1978  |
| Serguéi Shapóshnikov | Unión Soviética         | 1979  | 1979  |
| Oleh Bazylevych      | Unión Soviética         | 1980  | 1982  |
| Albert Shesterniov   | Unión Soviética         | 1982  | 1983  |
| Serguéi Shapóshnikov | Unión Soviética         | 1983  | 1983  |
| Yuri Morózov         | Unión Soviética         | 1984  | 1987  |
| Serguéi Shapóshnikov | Unión Soviética         | 1987  | 1988  |
| Pável Sadyrin        | Unión Soviética · Rusia | 1989  | 1992  |
| Guennadi Kostylev    | Rusia                   | 1992  | 1993  |
| Borís Kopeikin       | Rusia                   | 1993  | 1994  |
| Aleksandr Tarjánov   | Rusia                   | 1994  | 1997  |
| Pável Sadyrin        | Rusia                   | 1997  | 1998  |
| Oleg Dolmatov        | Rusia                   | 1998  | 2000  |
| Pável Sadyrin        | Rusia                   | 2000  | 2001  |
| Valeri Gazzáiev      | Rusia                   | 2001  | 2003  |
| Artur Jorge          | Portugal                | 2003  | 2004  |
| Valeri Gazzáiev      | Rusia                   | 2004  | 2008  |
| Zico                 | Brasil                  | 2009  | 2009  |
| Juande Ramos         | España                  | 2009  | 2009  |
| Leonid Slutski       | Rusia                   | 2009  | 2016  |
| Viktor Goncharenko   | Bielorrusia             | 2016  | 2021  |
| Aleksei Berezutski   | Rusia                   | 2021  | 2022  |
| Vladimir Fedotov     | Rusia                   | 2022  | 2024  |
| Marko Nikolić        | Serbia                  | 2024  | 2025  |
| Fabio Celestini      | Suiza                   | 2025  |       |

## Datos del club
- Temporadas en 1ª: 32 (1992-presente).
- Temporadas en 2ª: 0
- Mayor goleada conseguida:
  - En campeonatos nacionales:
  - En torneos internacionales:
- Mayor goleada encajada:
  - En campeonatos nacionales:
  - En torneos internacionales:
- Mejor puesto en la liga: 1.º (2003, 2005, 2006, 2013, 2014 y 2016)
- Peor puesto en la liga: 12.º (1997)
- Máximo goleador: Grigori Fedótov (161)
- Portero menos goleado:
- Más partidos disputados: Ígor Akinféyev (767)

#### Participación internacional
Nota: En negrita competiciones activas.
| Competición                         | Temp. | PJ  | PG | PE | PP | GF  | GC  | Dif. | Puntos | Mejor resultado  |
| ----------------------------------- | ----- | --- | -- | -- | -- | --- | --- | ---- | ------ | ---------------- |
| Liga de Campeones de la UEFA        | 15    | 104 | 34 | 24 | 46 | 125 | 155 | -30  | 126    | Cuartos de final |
| Liga Europa de la UEFA              | 13    | 69  | 31 | 18 | 20 | 97  | 67  | +30  | 111    | Campeón          |
| Supercopa de Europa                 | 1     | 1   | 0  | 0  | 1  | 1   | 3   | -2   | 0      | Subcampeón       |
| Recopa de Europa de la UEFA         | 2     | 4   | 2  | 0  | 2  | 5   | 5   | 0    | 6      | Primera Fase     |
| Total                               | 31    | 178 | 67 | 42 | 69 | 228 | 230 | -2   | 243    | 1 título         |
| Actualizado a la Temporada 2021-22. |       |     |    |    |    |     |     |      |        |                  |

## Estadísticas
Actualizado a la Temporada 2023-24.
| 1. Ígor Akinféyev: 767 2. Sergei Ignashevich: 541 3. Vasili Berezutski: 529 4. Aleksei Berezutski: 500 5. Vladimir Fedotov: 427 6. Vladimir Polikarpov: 383 7. Alan Dzagoev: 397 8. Deividas Semberas: 367 9. Gueorgui Schénnikov: 367 10. Elvir Rahimić: 346 11. Dmitri Bagrich: 331 12. Dmitri Galiamin: 330 13. Sergei Semak: 329 14. Vladimir Kaplichny: 327 15. Dmitri Kuznetsov: 323 16. Yevgueni Aldonin: 315 17. Albert Shesternyov: 305 18. Aleksey Grinin: 293 19. Yuri Chesnokov: 289 20. Valeri Minko: 287 | 1. Grigory Fedotov: 161 2. Vágner Love: 124 3. Valentin Nikolayev: 121 4. Aleksei Grinin: 103 5. Vladimir Fedotov: 100 6. Vladimir Dyomin: 98 7. Seydou Doumbia: 95 8. Boris Kopeikin: 94 9. Fyodor Chalov: 89 10. Yuri Chesnokov: 87 11. Sergei Semak: 84 12. Vladimir Polikarpov: 83 13. Valeri Masalitin: 78 14. Vlentin Utkin: 77 15. Alan Dzagoev: 77 16. Aleksandr Tarkhanov: 72 17. Yuri Belyayev: 52 18. Dmitri Kuznetsov: 49 19. Vladimir Kulik: 48 20. Igor Korneev: 48 |

Negrita: aún en activo